# 纳图巴
纳图巴是巴西帕拉伊巴州的一个市镇。总面积192.166平方公里，总人口9777人，人口密度50.9人/平方公里。